# Perusia viridis
Perusia viridis là một loài bướm đêm trong họ Geometridae.